# Goldbart
Der Goldbart (Chrysopogon gryllus (L.) Trin.) ist eine Art aus der Gattung Chrysopogon und damit aus der Familie der Süßgräser (Poaceae).

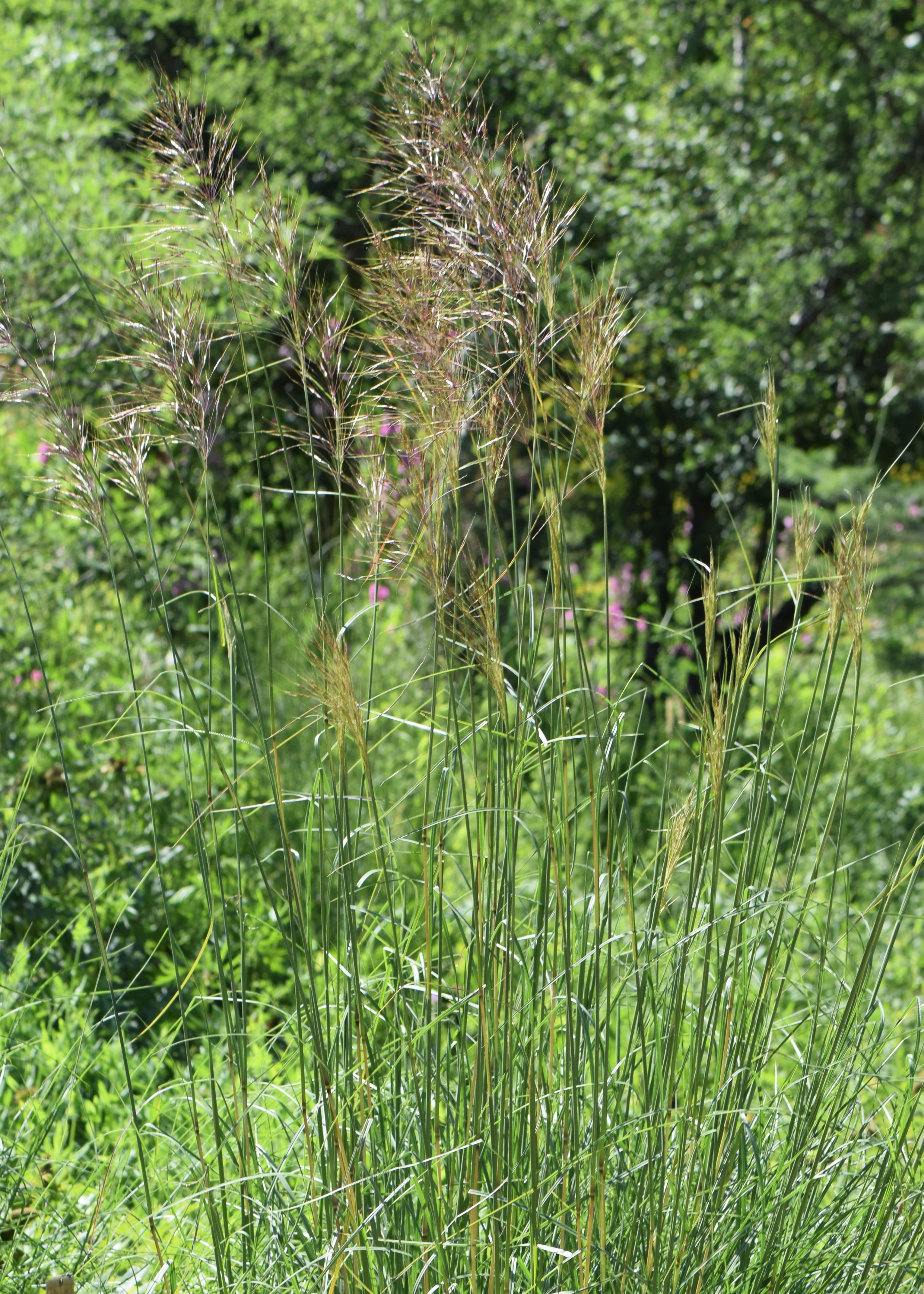
Habitus

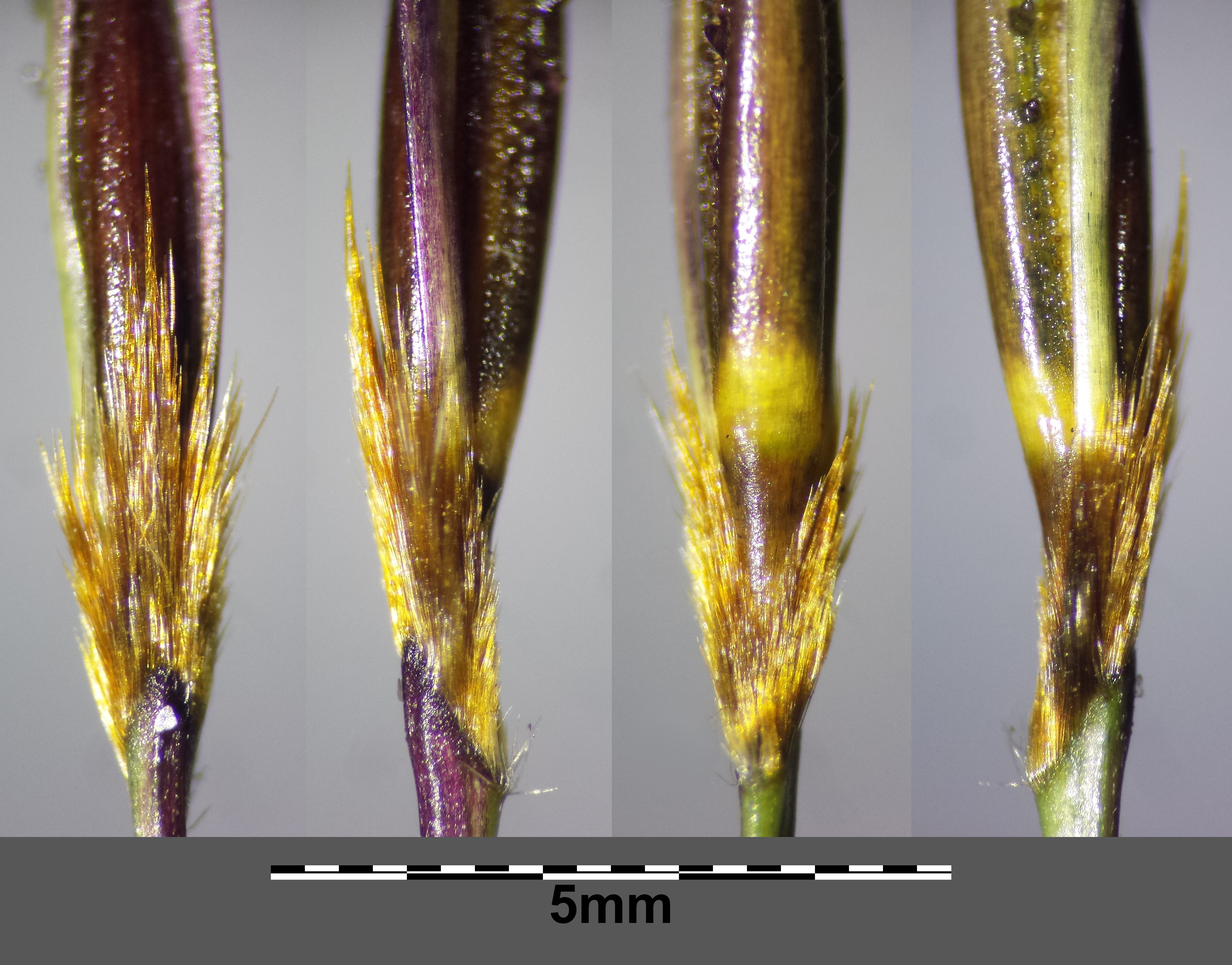
Ährchen-Drillingsgruppen

## Beschreibung
Der Goldbart ist eine ausdauernde Pflanze, die dichte Horste bildet. Die Halme werden 30–180 Zentimeter hoch. Sie sind aufrecht oder gekniet aufsteigend, meist unverzweigt, glatt und kahl. Die unteren Blattscheiden sind dicht gestellt; sie zerfasern mit zunehmendem Alter und umgeben die Halmbasis noch lange. Die Ligula ist ein Wimpernkranz. Die Blattspreiten sind 10–30 Zentimeter lang, 2–4 Millimeter breit, auf der Unterseite glatt, auf der Oberseite gerieft.
Die Blütenrispe ist 10–20 Zentimeter lang, locker und ausgebreitet. Die Seitenäste gehen zu 6–12 von der Hauptachse ab, sie sind sehr dünn und meist unverzweigt. Die Äste sind unter den Ährchen verdickt und dicht mit glänzenden, goldgelben bis rotbraunen, abstehenden Haaren besetzt, worauf sich der Name Goldbart stützt. Die Ährchen sind in Dreiergruppen angeordnet, das mittlere sitzend, die seitlichen 4–5 Millimeter lang gestielt und meist violett überlaufen. Das sitzende Ährchen ist zweiblütig und ohne die Grannen 7–9 Millimeter lang. Die Hüllspelzen sind entlang der äußeren Seitennerven mit Stachelhaaren besetzt. Die obere Hüllspelze läuft in eine 10–15 Millimeter lange Granne aus. Die Deckspelze des unteren sterilen Blütchens ist etwa 6 Millimeter lang. Die Deckspelze des oberen, zwittrigen Blütchens läuft in eine 3–4 Zentimeter lange Granne aus. Die Granne ist gekniet. Die gestielten Ährchen sind männlich und ohne Granne etwa 10 Millimeter lang.
Die Blütezeit ist Mai bis August.
Die Chromosomenzahl ist 2n = 20 oder 40.

## Vorkommen
Das Verbreitungsgebiet des Goldbarts reicht von Frankreich und Italien bis Yunnan und Thailand. Der Goldbart liebt trockene, tiefgründige, durchlässige, humushaltige Sandböden oder Kiesböden. Er wächst im Tessin in einer Gesellschaft des Andropogonetum grylli aus dem Verband Diplachnion. In Südosteuropa ist er Bestandteil submediterraner Trockenrasen aus der Klasse Brachypodio-Chrysopogonetea. Er ist eine Charakterpflanze der großen ungarischen Ebene. In den Alpen steigt er am Küchelberg bei Meran bis 600 Meter, in Graubünden bei Locastella bis 850 Meter und im Tessin am Poncione d'Arzo bis über 1000 Meereshöhe auf.
Die ökologischen Zeigerwerte nach Landolt & al. 2010 sind in der Schweiz: Feuchtezahl F = 1+ (trocken), Lichtzahl L = 4 (hell), Reaktionszahl R = 3 (schwach sauer bis neutral), Temperaturzahl T = 4+ (warm-kollin), Nährstoffzahl N = 2 (nährstoffarm), Kontinentalitätszahl K = 4 (subkontinental).

## Ökologie
Die Knospen der Erneuerungssprosse sind durch eine Strohtunika von alten vertrockneten Blattscheiden geschützt. Der Goldbart hat eine lange Winterruhe und treibt erst spät im Frühjahr aus. Zur Keimung brauchen die Früchte eine hohe Bodentemperatur.

## Taxonomie
Der Goldbart wurde 1756 von Carl von Linné in Centuria II. Plantarum ... S. 33 als Andropogon gryllus erstbeschrieben. Die Art wurde 1820 von Carl Bernhard Trinius in Fundamenta Agrostographiae ... S. 188 als Chrysopogon gryllus (L.) Trin. in die Gattung Chrysopogon gestellt. Chrysopogon gryllus (L.) Trin. hat die Synonyme Andropogon gryllus L., Andropogon paniculatus Lam. und Chrysopogon glabratus Trin.

## Verwendung
Aus den Wurzeln (als italienische Reiswurzel bekannt) werden Borsten für Bürsten hergestellt.